# الشوافي (حبيش)

تعديل مصدري - تعديل

الشوافي هي إحدى قرى عزلة جبل خضراء بمديرية حبيش التابعة لمحافظة إب، بلغ تعداد سكانها 472 نسمة حسب تعداد اليمن لعام 2004.